# Natuurpark Collserola
Het Natuurpark Collserola (Catalaans: Parc Natural de Collserola/Spaans: Parque natural de la Sierra de Collserola) is een natuurpark in Catalonië in Spanje. Het natuurpark werd opgericht in 2010 en is 8.259 hectare groot. Het natuurpark omvat beboste heuvels vlakbij Barcelona.